# Melese nigromaculata
Melese nigromaculata là một loài bướm đêm thuộc phân họ Arctiinae, họ Erebidae.